# Верхнежаровский сельсовет
Верхнежаровский сельсовет (бел. Верхнежароўскі сельсавет; до 2005 г. — Верхне-Жарский) — упразднённая административная единица на территории Брагинского района Гомельской области Белоруссии.

## История
В 2005 году Верхне-Жарский сельсовет переименован в Верхнежаровский.
В 2006 году сельсовет упразднён, его населённые пункты включены в состав Комаринского поселкового Совета депутатов.

## Состав
Верхнежарский сельсовет включал 3 населённых пункта:
- Верхние Жары — деревня
- Гдень — деревня
- Нижние Жары — деревня